# Bett1Hulks Championship 2020
bett1Hulks Championship 2020 byl profesionální tenisový turnaj pořádaný jako součást mužského okruhu ATP Tour, který se hrál v Lanxess Aréně na krytých dvorcích s tvrdým povrchem Rebound Ace. Probíhal mezi 19. až 25. říjnem 2020 v německém Kolíně nad Rýnem jako první ročník turnaje.
bett1Hulks Championship byl do kalendáře okruhu zařazen dodatečně jako náhrada za zrušené události kvůli koronavirové pandemii. Navazoval na bett1Hulks Indoors 2020, jenž se uskutečnil ve stejné aréně o týden dříve.
Turnaj se sníženým rozpočtem 271 345 eur se řadil do kategorie ATP Tour 250. Nejvýše nasazeným hráčem ve dvouhře se stal sedmý tenista světa Alexander Zverev. Jako poslední přímý účastník do hlavní singlové soutěže nastoupil 62. hráč žebříčku Američan Steve Johnson.
Třinácté turnajové vítězství na okruhu ATP Tour vybojoval Němec Alexander Zverev, jenž navázal na týden starý kolínský triumf z Bett1Hulks Indoors. Čtyřhru ovládl jihoafricko-japonský pár Raven Klaasen a Ben McLachlan, jehož členové získali první společnou trofej.

## Rozdělení bodů a finančních odměn

### Rozdělení bodů
| Soutěž  | vítězové | finalisté | semifinalisté | čtvrtfinalisté | 16 v kole | 32 v kole | Q  | Q2 | Q1 |
| ------- | -------- | --------- | ------------- | -------------- | --------- | --------- | -- | -- | -- |
| dvouhra | 250      | 150       | 90            | 45             | 20        | 0         | 12 | 6  | 0  |
| čtyřhra | 250      | 150       | 90            | 45             | 0         | —         | —  | —  | —  |

### Finanční odměny
| Soutěž                              | vítězové | finalisté | semifinalisté | čtvrtfinalisté | 16 v kole | 32 v kole | Q2      | Q1      |
| ----------------------------------- | -------- | --------- | ------------- | -------------- | --------- | --------- | ------- | ------- |
| dvouhra                             | 13 320 € | 11 130 €  | 9 070 €       | 7 425 €        | 6 600 €   | 5 415 €   | 2 645 € | 1 375 € |
| čtyřhra                             | 6 030 €  | 5 000 €   | 4 000 €       | 3 210 €        | 2 630 €   | —         | —       | —       |
| částka ve čtyřhře je uvedena na pár |          |           |               |                |           |           |         |         |

## Mužská dvouhra

### Nasazení
| Stát                          | Hráč                  | ATP | Nasazení |
| ----------------------------- | --------------------- | --- | -------- |
| Německo                       | Alexander Zverev      | 7.  | 1.       |
| Argentina                     | Diego Schwartzman     | 8.  | 2.       |
| Kanada                        | Denis Shapovalov      | 12. | 3.       |
| Španělsko                     | Roberto Bautista Agut | 13. | 4.       |
| Kanada                        | Félix Auger-Aliassime | 22. | 5.       |
| Polsko                        | Hubert Hurkacz        | 31. | 6.       |
| Německo                       | Jan-Lennard Struff    | 32. | 7.       |
| Francie                       | Adrian Mannarino      | 38. | 8.       |
| Chorvatsko                    | Marin Čilić           | 40. | 9.       |
| Žebříček ATP k 12. říjnu 2020 |                       |     |          |

### Jiné formy účasti
Následující hráči obdrželi divokou kartu do hlavní soutěže:
- Daniel Altmaier
- Andy Murray
- Jannik Sinner

Následující hráč měl obdržet do hlavní soutěže zvláštní výjimku:
- Marco Cecchinato
- Danilo Petrović

Následující hráči postoupili z kvalifikace:
- Damir Džumhur
- Jegor Gerasimov
- Pierre-Hugues Herbert
- Dennis Novak

Následující hráči postoupili z kvalifikace jako tzv. šťastní poražení:
- James Duckworth
- Sumit Nagal
- Oscar Otte
- Alexei Popyrin

### Odhlášení
před zahájením turnaje
- Roberto Bautista Agut → nahradil jej  Sumit Nagal
- Hubert Hurkacz → nahradil jej  James Duckworth
- Filip Krajinović → nahradil jej  Jošihito Nišioka
- Andy Murray → nahradil jej  Alexei Popyrin
- Gaël Monfils → nahradil jej  Steve Johnson
- Benoît Paire → nahradil jej  Gilles Simon
- Guido Pella → nahradil jej  Tennys Sandgren
- Danilo Petrović → nahradil jej  Oscar Otte
- Sam Querrey → nahradil jej  Fernando Verdasco
- Lorenzo Sonego → nahradil jej  Jordan Thompson
- Stan Wawrinka → nahradil jej  Alejandro Davidovich Fokina

## Mužská čtyřhra

### Nasazení
| Stát                                                                     | Hráč           | Stát       | Hráč                   | ATP | Nasazení |
| ------------------------------------------------------------------------ | -------------- | ---------- | ---------------------- | --- | -------- |
| Polsko                                                                   | Łukasz Kubot   | Brazílie   | Marcelo Melo           | 24. | 1.       |
| Rakousko                                                                 | Oliver Marach  | Chorvatsko | Mate Pavić             | 32. | 2.       |
| Německo                                                                  | Kevin Krawietz | Německo    | Andreas Mies           | 37. | 3.       |
| Rakousko                                                                 | Jürgen Melzer  | Francie    | Édouard Roger-Vasselin | 55. | 4.       |
| Žebříček ATP k 12. srpnu 2020; číslo je součtem umístění obou členů páru |                |            |                        |     |          |

### Jiné formy účasti
Následující páry obdržely divokou kartu do hlavní soutěže:
- Daniel Altmaier /  Oscar Otte
- Alexander Zverev /  Mischa Zverev

## Přehled finále

### Mužská dvouhra
- Alexander Zverev vs.  Diego Schwartzman, 6–2, 6–1

### Mužská čtyřhra
- Raven Klaasen /  Ben McLachlan vs.  Kevin Krawietz /  Andreas Mies, 6–2, 6–4